# Libertella rosae
Libertella rosae är en svampart som beskrevs av Desm. 1830. Libertella rosae ingår i släktet Libertella och familjen Diatrypaceae.   Inga underarter finns listade i Catalogue of Life.